# 강의영효행추거문서
강의영효행추거문서(姜義永孝行推擧文書)는 대한민국 경상남도 의령군에 있는, 강의영의 효행을 각 기관에 추천한 문서이다. 1995년 5월 2일 경상남도의 유형문화재 제302호로 지정되었다.

## 개요
강의영의 효행을 각 기관에 추천한 문서이다.
그의 효행기록을 보면 구십이 넘은 늙은 어머니 조씨의 중병을 간호하면서 백약이 무효하여 고심하던 중 사람의 고기가 효험이 있다는 말을 듣고 자신의 허벅지 살을 도려 달여드림으로써 노모를 회생케 하니 사람들이 ｀범상을 초월한 효도´라 일컬었다라는 내용이다.
교지는 헌종 14년(1848) 정월에 효자 강의영의 노모 함안 조씨를 숙부인으로 봉한다는 내용이며, 「효행사림추거장(孝行士林推擧狀)」은 강희영의 허벅지 살을 베어 어머니를 봉양한 효행을 헌종 14년(1848) 12월에 의령 용암면 이두진 등 31인이 의령현감에게 추천한 문서이다. 「의백식육서장(依帛食肉書狀)」은 노모 조씨에게 의백식육의 특사를 받고자 효자 강의영이 의령현감에게 제출한 문서이다. 의백식육의 제도는 나이 많은 노인에게 쇠고기와 비단 옷을 내리는 당시의 경로우대 시책으로 조선시대 경노시책의 하나이다.
이 문서들은 조선시대 경노 효행에 대한 인식을 잘 나타내고 있는 주요자료로 평가된다.

## 참고 문헌
- 강의영효행추거문서 - 국가유산청 국가유산포털